# 1018

## Esdeveniments
- Incorporació de Bulgària a l'Imperi Romà d'Orient sota Basili II.[1]
- Oliba és elegit bisbe de Vic
- Dedicació de la Catedral de Vic
- Dedicació de la Catedral de Girona

## Necrològiques
- 29 de juliol, Lieja, principat de Lieja: Balderic II, segon príncep-bisbe
- Abd-ar-Rahman IV, califa de Còrdova.